# Oberstaat (Engelskirchen)
Oberstaat ist ein Ort in der Gemeinde Engelskirchen im Oberbergischen Kreis in Nordrhein-Westfalen in Deutschland.

## Lage und Beschreibung
Der Ort liegt im Südwesten von Engelskirchen an der Grenze zum Rheinisch-Bergischen Kreis und zur Gemeinde Lindlar im Tal der Agger. Nachbarn sind Ehreshoven mit dem Schloss Ehreshoven, Unterstaat, auf dem Gebiet von Lindlar Hohkeppel und auf dem Gebiet der Stadt Overath die Orte Unterhasbach und Vilkerath.
In Oberstaat befinden sich neben viel Wald, einigen alten Fachwerkhäusern und dem Ausflugslokal Bergische Schweiz mit Wildgatter und Hotelbetrieb ein modernes Tagungszentrum in Lehmbauweise, EcoLut. Das Haus Oberstaat 23 diente mehrfach als Feuerwache Hengasch als Drehort für die TV-Serie Mord mit Aussicht.

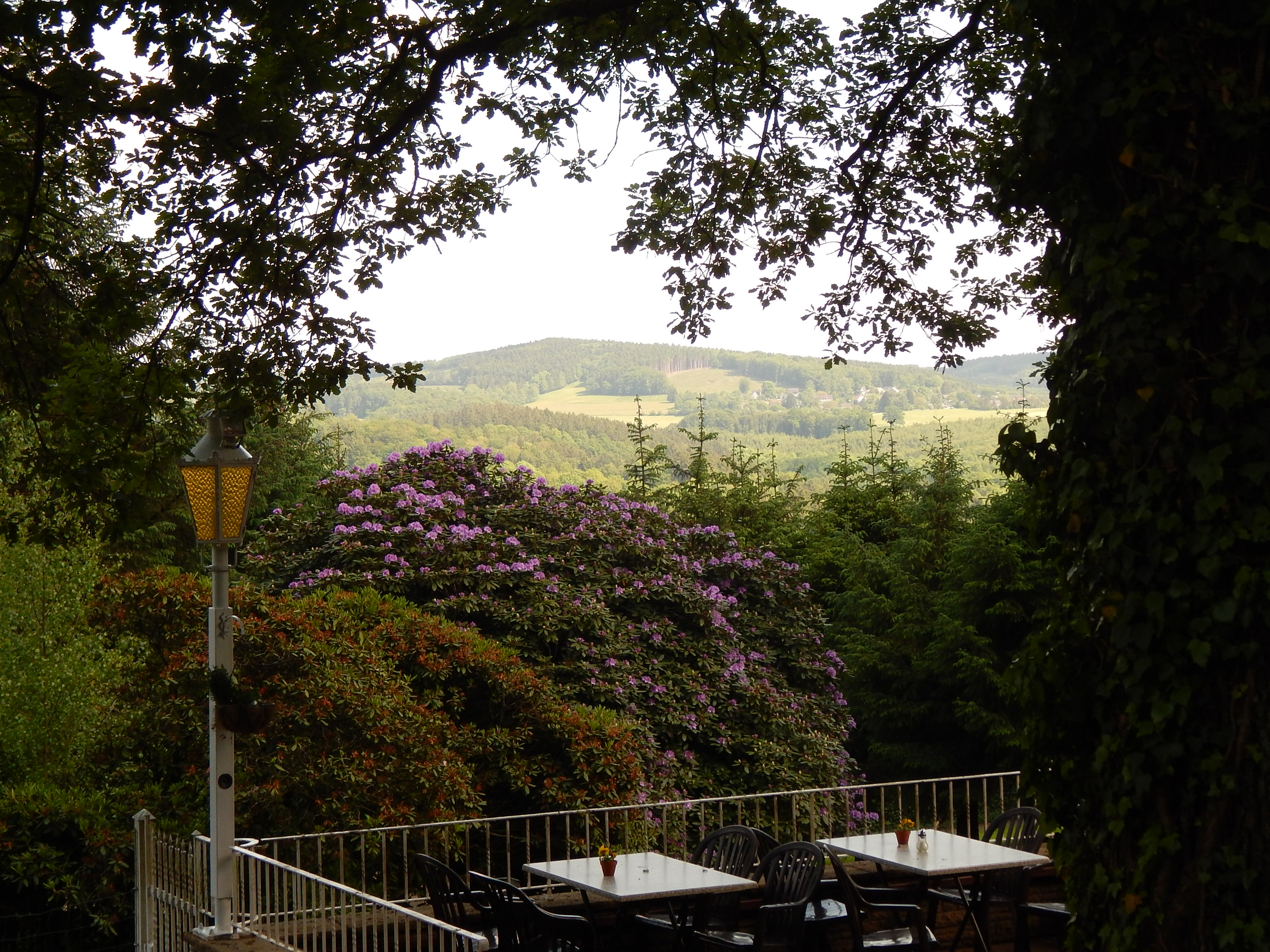
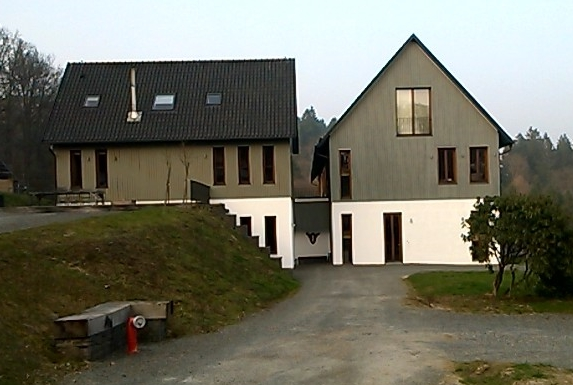
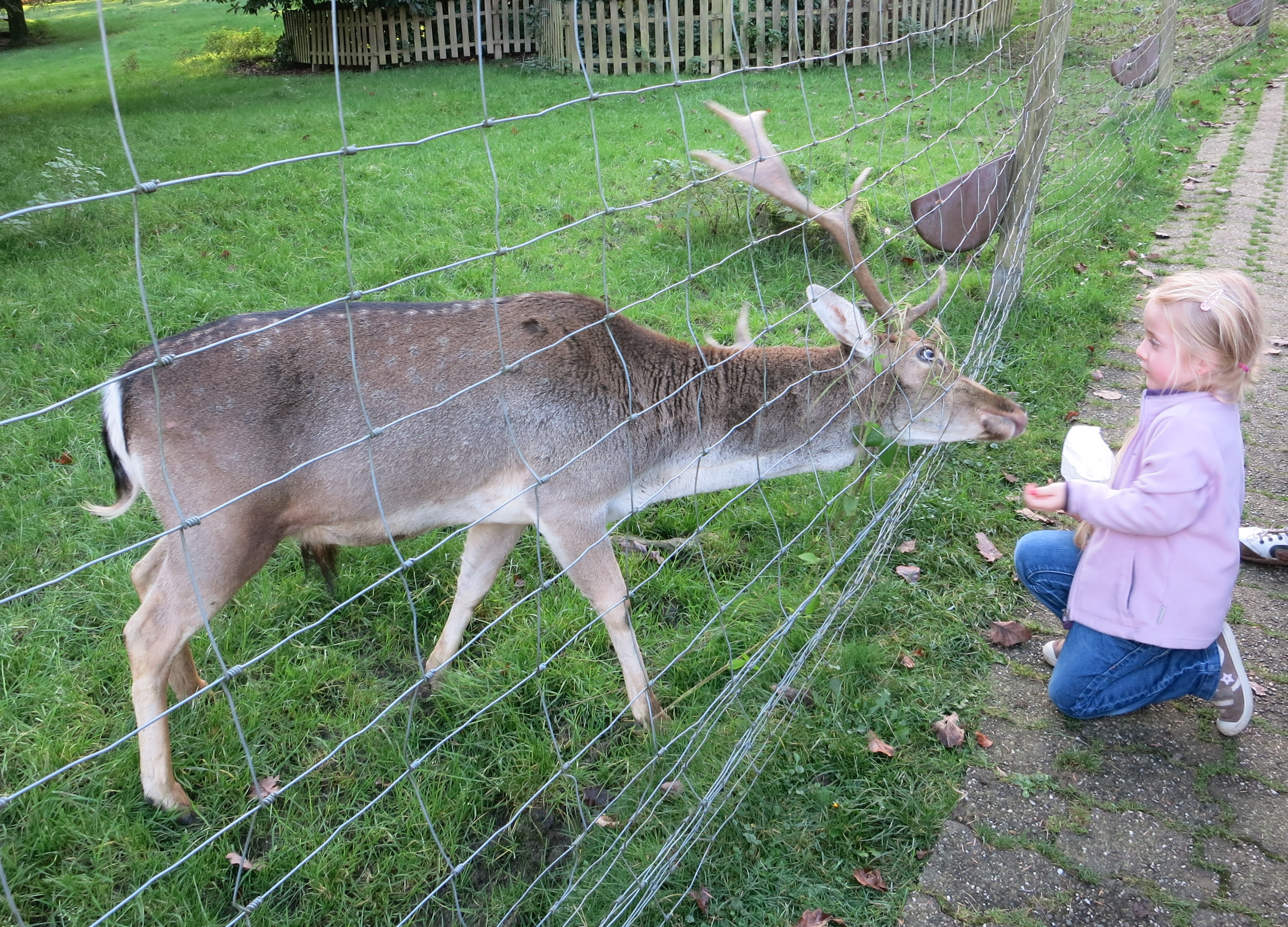
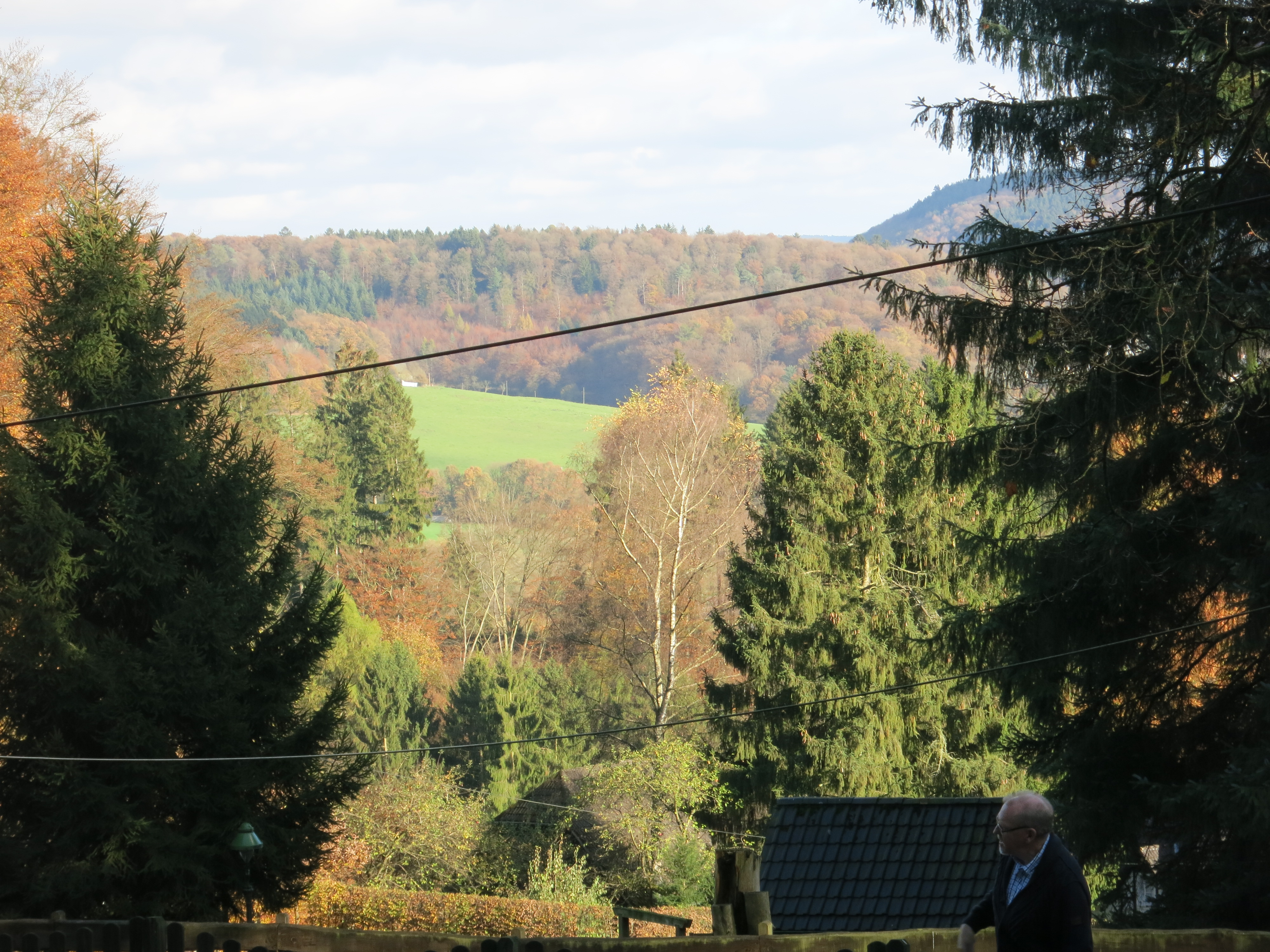
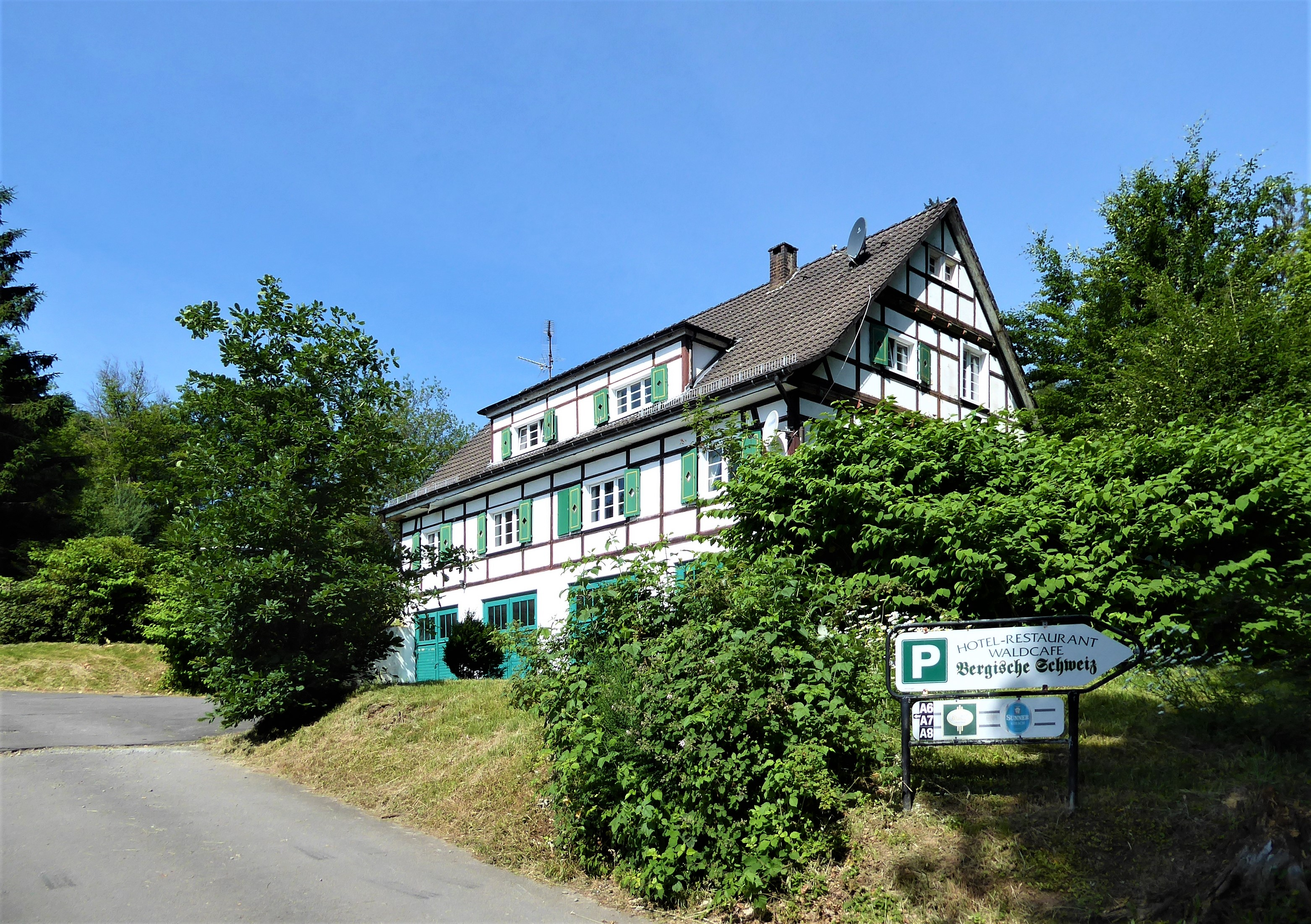
Fachwerkhaus Oberstaat 23

## Geschichte
In der Preußischen Uraufnahme von 1845 ist der Ort unter der Bezeichnung „Staat“ verzeichnet. Ab 1896 zeigen die topografischen Karten die Ortsbezeichnung Oberstaat. Der Overather Hausnummerierungskataster von 1907 verzeichnet in Oberstaat ein Haus im Besitz der Gräfin v. Nesselrode mit dem Bewohner Ferdinand Rasch.